# Cennino Cennini

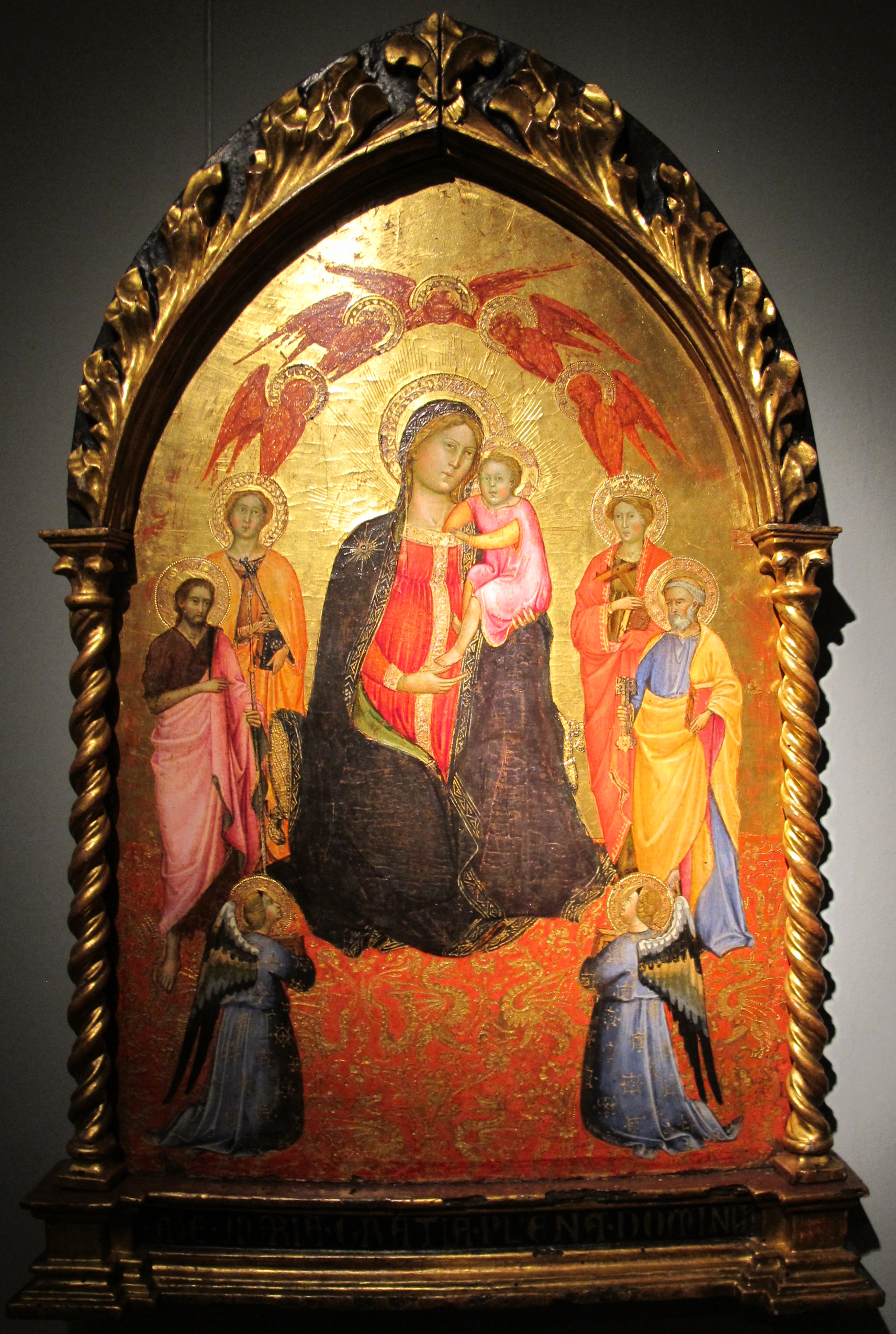
Madonna col Bambino tra angeli e santi, collezione privata

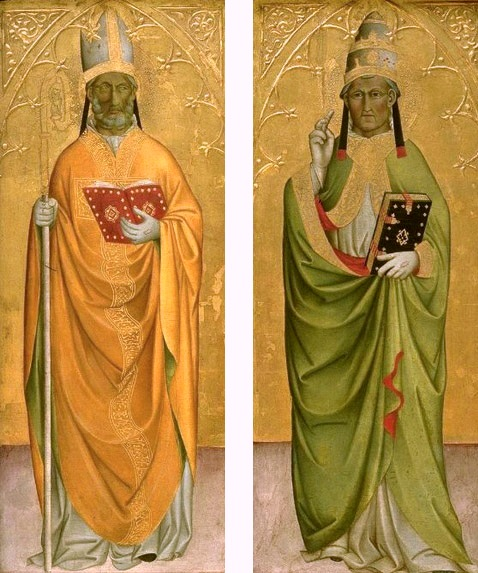
Cennino Cennini, parti di un polittico

Cennino di Andrea Cennini (Colle di Val d'Elsa, seconda metà sec. XIV – Firenze, ? post 1398) è stato un pittore italiano, noto soprattutto per aver scritto in volgare all'inizio del XV secolo un trattato sulla pittura, il Libro dell'arte.

## Biografia
Nacque da Andrea di Colle Val d'Elsa; influenzato da Giotto, fu allievo, per una dozzina d'anni, di Agnolo Gaddi, come egli stesso ebbe a scrivere nel suo Libro dell'Arte. Incerta appare la sopravvivenza delle sue opere pittoriche.
Le poche notizie sulla sua vita si trovano nel suo libro oppure ci sono fornite dalla biografia che Giorgio Vasari scrisse di Agnolo Gaddi. Nel 1398, Cennino è sicuramente a Padova da alcuni anni. La composizione del suo libro risale proprio al periodo veneto come si può supporre dai particolari vocaboli utilizzati. Leggendaria sarebbe invece la sua prigionia in vecchiaia nel carcere delle Stinche.

## IlLibro dell'Arte
Scritto in volgare all'inizio del XV secolo, il libro è il primo trattato organicamente monografico sulla produzione artistica, contenente informazioni su pigmenti e pennelli, sulle tecniche della pittura, dell'affresco e della miniatura e fornisce inoltre consigli e "trucchi" del mestiere. Abbozza anche problemi teoretici, quali i canoni proporzionali e la necessità di scappare dall'eclettismo e redige regole come quella sulla luce temperata.
Spesso l'opera è stata interpretata dagli studiosi come momento di passaggio fra l'arte medievale e quella rinascimentale.
Nel suo libro l'autore si vanta di essere il migliore "maestro" della terza generazione giottesca, attraverso la linea che passa per Agnolo Gaddi e suo padre Taddeo Gaddi fino a Giotto.